# Landschap na de slag
Landschap na de slag (Pools: Krajobraz po bitwie) is een Poolse oorlogsfilm uit 1970 onder regie van Andrzej Wajda.

## Verhaal
Aan het einde van de Tweede Wereldoorlog worden de concentratiekampen bevrijd. De gevangenen willen wraak nemen op de kampleiders. De geallieerden willen de orde herstellen en sturen de overlevenden weer naar andere kampen. Een jonge dichter heeft bezwaren tegen de nieuwe situatie. Hij leert een Joods meisje kennen, die met hem naar het Westen wil vluchten.

## Rolverdeling
| Acteur              | Personage              |
| ------------------- | ---------------------- |
| Daniel Olbrychski   | Tadeusz                |
| Stanislawa Celinska | Nina                   |
| Aleksander Bardini  | Professor              |
| Tadeusz Janczar     | Karol                  |
| Zygmunt Malanowicz  | Priester               |
| Anna German         | Amerikaanse            |
| Malgorzata Braunek  | Duits meisje           |
| Jerzy Zelnik        | Amerikaanse commandant |